# FCO-IM
Volledig communicatie-georiënteerde informatiemodellering (ofwel Fully Communication Oriented Information Modeling, verkort FCO-IM) is een methode voor het bouwen van conceptuele informatiemodellen. Dergelijke modellen kunnen vervolgens algoritmisch worden omgezet in modellen voor entity-relationship (ERM), Unified Modeling Language (UML), relationele of dimensionale modellen met de FCO-IM Bridge- toolset, en het is mogelijk om complete eindgebruikertoepassingen van deze modellen te genereren met de IMAGine toolset. Beide toolsets zijn ontwikkeld door de Research and Competence Group Data Architectures & Metadata Management van de HAN University of Applied Sciences in Arnhem, Nederland.

## Overzicht
FCO-IM is ontwikkeld door Guido Bakema, Jan Pieter Zwart en Harm van der Lek begin jaren negentig. Het is een doorontwikkeling op de bekende feitgebaseerde methode NIAM. FCO-IM wordt veel onderwezen in Nederland en wereldwijd, waaronder de hogescholen in Nederland. De methode heeft zijn waarde bewezen en wordt nog steeds actief gebruikt in meerdere grote en kleine bedrijfsomgevingen. De gedekte takken variëren van kleinhandels, logistiek, bankwezen, verzekering aan medische bedrijven.
FCO-IM bevat een operationele procedure die specificeert hoe een informatiemodel te construeren, en wordt ondersteund door softwaretools zoals CaseTalk en Infagon.
Het onderscheidende kenmerk van FCO-IM is dat het de communicatie over een bepaald Universum van Verhandeling (UoD) volledig en exclusief modelleert, dat wil zeggen: het modelleert niet de UoD zelf, maar eerder de feiten die gebruikers uitwisselen wanneer zij over de UoD communiceren. FCO-IM is daarom een lid van de familie van informatie-modelleringstechnieken bekend als fact-oriented modeling (FOM), evenals Object-Role Modeling (ORM), predicator set model (PSM) en natuurlijke taal informatie-analysemethode (NIAM).
Er zijn twee belangrijke redenen waarom FCO-IM beweert "volledig op communicatie gericht" te zijn.
1. FCO-IM is de enige FOM-techniek die de feitelijke verbalisaties van feiten door domeinexperts (feituitdrukkingen) volledig incorporeert in een informatiemodel. Een FCO-IM-model bevat daarom de zachte semantiek - dat wil zeggen: de betekenis van de feiten - evenals de harde semantiek - dat wil zeggen: de feitentypen en de beperkingen. Deze verbalisaties kunnen op elk moment letterlijk worden geregenereerd vanuit een FCO-IM-model, voor validatie- en verificatiedoeleinden.
2. FCO-IM gebruikt een zeer eenvoudige en kleine reeks metaconcepten, door het onnodige onderscheid tussen feittypen en objecttypen af te schaffen: alle objecttypen zijn ook feitentypes. Met andere woorden: objecttypen worden niet onafhankelijk van de communicatie gemodelleerd, maar als onlosmakelijke delen van de communicatie zelf; FCO-IM verlaat nooit het communicatiedomein.

Daarom is FCO-IM de enige conceptuele modelleertechniek die volledig voldoet aan het 100% -concept.

## Een voorbeeld
Het inventariseren van het UoD leidt tot een reeks feituitspraken met voorbeelden. Hieronder is er zo één, dat een verwoording is van een woonplaats:
```
 "Peter Johnson lives in New York."
```

- Een dergelijke feit kan worden ontleed in een dieptestructuur. (Zie afbeelding: Een feituitspraak ontleed)Een feituitspraak ontleed

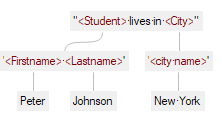
Een feituitspraak ontleed

- Het ontstane informatie model kan grafisch worden afgebeeld waarin de voorbeelden en de zinnen terug te lezen zijn.  (Zie afbeelding: City of Residence Grafische afgebeeld)City of Residence Grafische afgebeeld

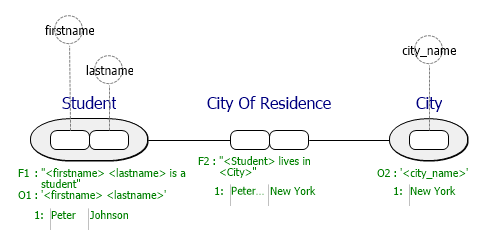
City of Residence Grafische afgebeeld

- Naarmate er meer feituitspraken in het model worden opgenomen, ontstaat er een groter diagram. (Zie afbeelding: Student Apprenticeship Diagram)Student Apprenticeship Diagram

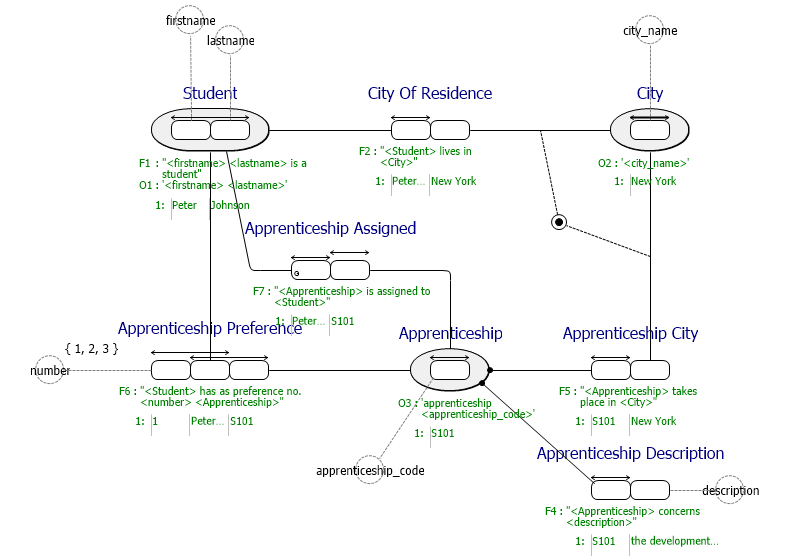
Student Apprenticeship Diagram

- Zodra het model de structuur van de kennis uit het UoD behelst kan deze worden uitgebreid met de nodige bedrijfsregels (of zogeheten constraints).
- Nadat een dergelijk model is opgesteld kunnen er algoritmische transformaties op losgelaten worden. Het informatie model kan dan worden afgebeeld naar een ER model, UML Class Diagram, XML Schema Definitions, RDF/OWL, SQL, etc. (Zie afbeelding: Student Apprenticeship Diagram, na GLR transformatie)Student Apprenticeship Diagram, na GLR transformatie.

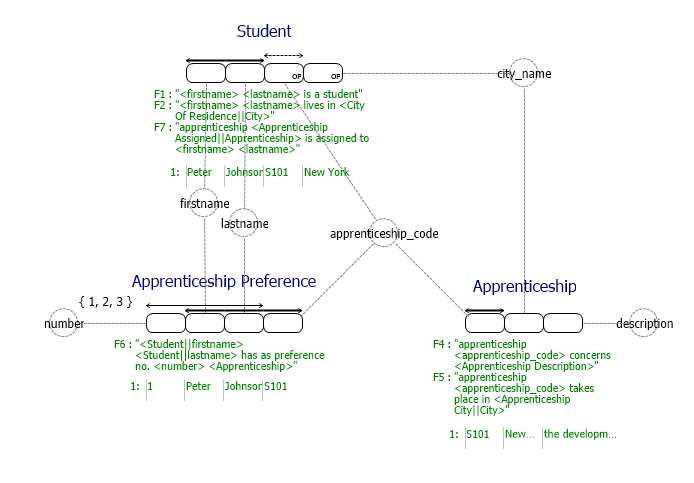
Student Apprenticeship Diagram, na GLR transformatie.

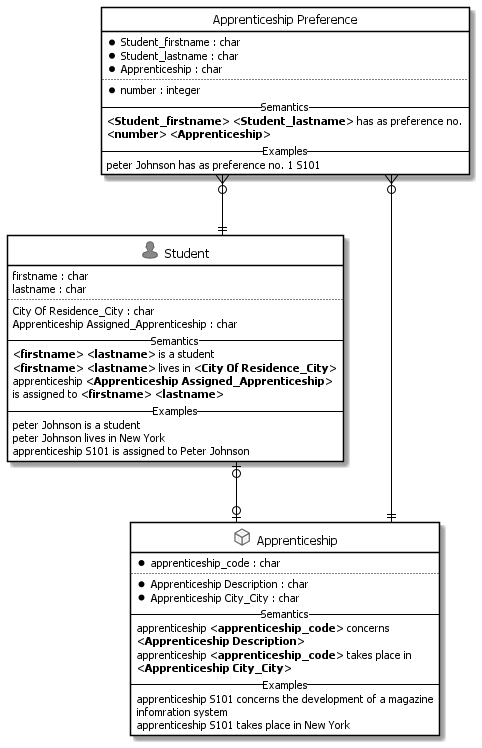
Gegenereerde ERD

- Middels de algoritmische transformatie kan het model ook getoond worden als een genormaliseerd data model. Zie het bijgevoegde ERD en UML. Gegenereerde ERD Gegenereerde UML Diagram uit het informatie model.

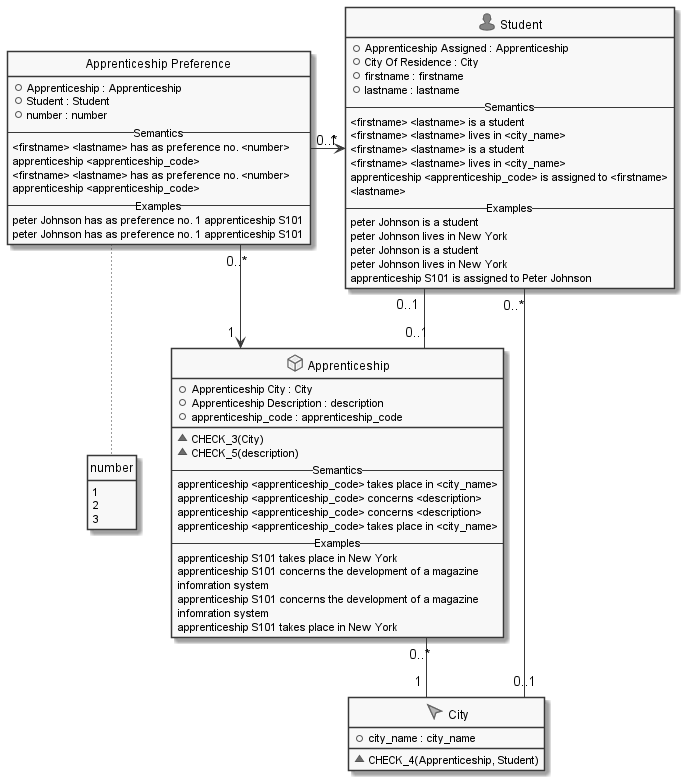
Gegenereerde UML Diagram uit het informatie model.

## Boeken
- Zwart, Engelbart, Hoppenbrouwer. Fact Oriented Modeling with FCO-IM. Technics Publications. 2015. ISBN 9781634620864
- Peter Alons. About facts and things. Brave New Books. 2014. ISBN 9789402114485
- Zwart, van der Lek, Bakema. Volledig communicatiegeoriënteerde informatiemodellering FCO-IM. Academic Service. 2011. ISBN 9789012581158

## Artikelen en Papers
- Jan Pieter Zwart, Guido Bakema. Classification and Qualification: Disconnected and Overlapping Object Type Expressions. Second Libyan International Symposium on Information Systems Modeling and Development. 19 Januari 2008.
- Jan Pieter Zwart, Guido Bakema. A Shorter Algorithm for Determining Intra Fact Type Uniqueness Constraints. LNCS 4806(719-728), OTM 2007 Workshops, Springer 2007, ISBN 978-3-540-76889-0, ISSN 0302-9743.
- Elton Manoku, Jan Pieter Zwart, Guido Bakema. A Fact Approach to Automatic Application Generation. Journal of Conceptual Modeling 37, September 2006.
- Elton Manoku, Guido Bakema. A Fact Approach on Data Migration. Journal of Conceptual Modeling 37, September 2006
- Fazat Nur Azizah, Guido Bakema, Jan Pieter Zwart. A Case Study of Recursive Data Modeling. Libyan International Symposium on Information Systems Modeling and Development, Academy of Graduate Studies, Tripoli, Libya. 28 June 2006.
- Fazat Nur Azizah, Guido Bakema. Data Modeling Patterns Using FCO-IM. LNCS 4278(1220-1230), OTM 2006 Workshops, Springer 2006, ISBN 3-540-48273-3, ISSN 0302-9743.
- Elton Manoku, Guido Bakema. Integrated Toolsupport for Datawarehouse Design. Journal of Conceptual Modeling 34, January 2005
- Elton Manoku. FCO-IM and ERM. HAN University, 2004.
- Elton Manoku. FCO-IM and UML. HAN University, 2002.
- Guido Bakema, Jan Pieter Zwart, Harm van der Lek. Fully Communication Oriented NIAM. NIAM-ISDM working conference, 1994.
- Harm van der Lek, Guido Bakema, Jan Pieter Zwart. De Unificatie van objecttypen en feittypen, een praktisch en didaktisch vruchtbare theorie. Informatie, May 1992.